# Орловський державний університет
Орловський державний університет (рос. Орловский государственный университет) — провідний вищий навчальний заклад в місті Орел і Орловській області.

## Факультети
- Фізико-математичний факультет
- філософський факультет
- Факультет технології підприємництва та сервісу
- філологічний факультет
- Історичний факультет
- Юридичний факультет
- Факультет економіки і управління
- Факультет природничих наук
- Факультет іноземних мов
- Художньо-графічний факультет
- Факультет документознавства та педагогічної освіти
- Факультет педагогіки та психології
- Факультет соціальної педагогіки та соціальної роботи
- Факультет фізичної культури і спорту
- Факультет по роботі з іноземними учнями
- Факультет довузівської підготовки
- Факультет перепідготовки фахівців та підвищення кваліфікації
- Медичний інститут
- Інститут естетичної освіти

## Керівники
- 1949—1954 роки — С. І. Єфремов.[5]
- 1954—1978 роки — Г. М. Михальов.[5]
- 1989—1992 роки — С. А. Піскунов.[5]
- 1992—2013 роки — Ф. С. Авдєєв.[5]
- 1994—2013 роки — В. О. Голенков.[6]
- 2014—2015 роки — в. о. ректора В. Ф. Ніцевич;
- 2015 — в. о. ректора О. В. Пилипенко;
- 2017 — ректор О. В. Пилипенко